# Allika (Kernu)
Allika – wieś w Estonii, w prowincji Harju, w gminie Kernu.